# Gloria del Carmen Luna Rivillas
Gloria del Carmen Luna Rivillas es una historiadora y defensora de los derechos humanos y de la educación pública colombiana.

## Biografía
Gloria Luna nació en el departamento del Chocó, en Colombia. Estudió la carrera de historia en la Universidad Nacional de Colombia Sede Medellín.

## Labor social
Desde 2004 Gloria es parte de la Red Departamental de Mujeres Chocoanas. Coordinó el Encuentro de Mujeres Chocoanas en el marco de las conversaciones de La Habana y el posacuerdo que tuvo lugar en la ciudad de Quibdó y realizó, junto a la Red, pedagogía sobre el proceso de paz en Colombia. Fue delegada del Chocó ante el Proceso Nacional de Garantías para defensoras y defensores de Derechos Humanos, lideresas y líderes sociales, campesinos y comunales; siendo el Chocó una de las 14 regiones representadas en este proceso.
En 2016, la Corte Constitucional de Colombia, en el fallo T-622, declara al Río Atrato sujeto de derechos, tras la tutela en defensa del río en la que tomó parte activa como defensora del territorio chocoano ante la aparición de economías ilegales. Fue parte de la realización del documento Acuerdo Humanitario en Chocó ¡Ya! como delegada de la sociedad civil chocoana en la Mesa de Quito entre el Gobierno del presidente Juan Manuel Santos y la guerrilla del Ejército de Liberación Nacional.